# Kari Mäkinen
Kari Mäkinen, född 5 januari 1955 i Björneborg, var ärkebiskop av Åbo och Finland i den evangelisk-lutherska kyrkan 2010-2018. Han efterträdde Jukka Paarma. Mäkinen är gift med sjukhuspastor Eija Mäkinen och paret har fyra vuxna barn.

## Biografi
Mäkinen tog teologie kandidatexamen år 1979 och prästvigdes samma år. Han blev teologie licentiat år 1987 och teologie doktor år 1989 och har tjänstgjort som biträdande professor i kyrkohistoria vid Helsingfors universitet år 1994. 
Han var församlingspräst i Helsingfors från 1979 till 1984. Åren 1984-1989 var han forskare. Han har också arbetat som präst i Björneborg år 1989 och i Ulvsby 1989-1993. Från 1994 till 2005 var han kyrkoherde i Ulvsby. Samtidigt verkade han som prästassessor vid Åbo domkapitel från 1998 till 2004. Kari Mäkinen tillträdde som biskop i Åbo ärkestift år 2006 och den 11 mars 2010 valdes han till ny ärkebiskop av Åbo och Finland.
År 2016 lovade Mäkinen att kyrkan var beredd att erbjuda skydd åt asylsökare som fått ett negativt beslut om uppehållstillstånd. Nästan tusen finländare lämnade kyrkan via webbplatsen eroakirkosta.fi tre dagor efter uttalandet.
Mäkinen gick i pension den 1 juni 2018 och efterträddes av Tapio Luoma.

## Utmärkelser
- Storkorset av Finlands Lejons orden,  6 december 2014[7]
- Krigsinvalidernas förtjänstkors,  27 april 2016[8]

[Redigera Wikidata]

## Publikationer
- Hämärässä kypsyy aamu. Helsingfors: Kirjapaja, 1986 (ISBN 951-621-648-X)
- Unelma jälkikristillisestä kulttuurista ja uskonnosta. Tulenkantajien oppositio kansankirkollista arvomaailmaa vastaan 1924–1930. Helsingfors: Suomen Kirkkohistoriallinen Seura,1989 (ISBN 951-902-173-6)